# Gunnar Wennerberg (skulptur av Lundberg)
Gunnar Wennerberg är en bronsskulptur av den svenske konstnären Theodor Lundberg från 1911. Den är placerad i Carolinabacken på Drottninggatans övre del i Uppsala.
Uppsala studentkår utlyste 1909 en tävling om att uppföra en staty över Gunnar Wennerberg. Lundberg vann tävlingen före bland andra Carl Eldh, vars Wennerberg-staty ändå kom att uppföras i Minneapolis och på Djurgården i Stockholm. 
Gunnar Wennerberg (1817–1901) var en ämbetsman, politiker, skald och tonsättares. I Lundbergs version skildras han som ung och romantisk och med studentmössan i handen. Wennerberg studerade vid Uppsala universitet och är känd för duettsångerna Gluntarne som beskriver 1840-talets studentliv i Uppsala på ett idylliserande och humoristiskt sätt. Han brukade själv sjunga barytonpartiet ("Magistern") medan hans studiekamrat Otto Beronius ("Glunten" – ett dialektalt ord för ’pojke’) sjöng baspartiet. 
I närheten står Thomas Qvarsebos staty Glunten och Magistern, även kallad En månskensnatt i Slottsbacken. Den restes 1998 och är tillverkad i cortenstål.

## Bildgalleri

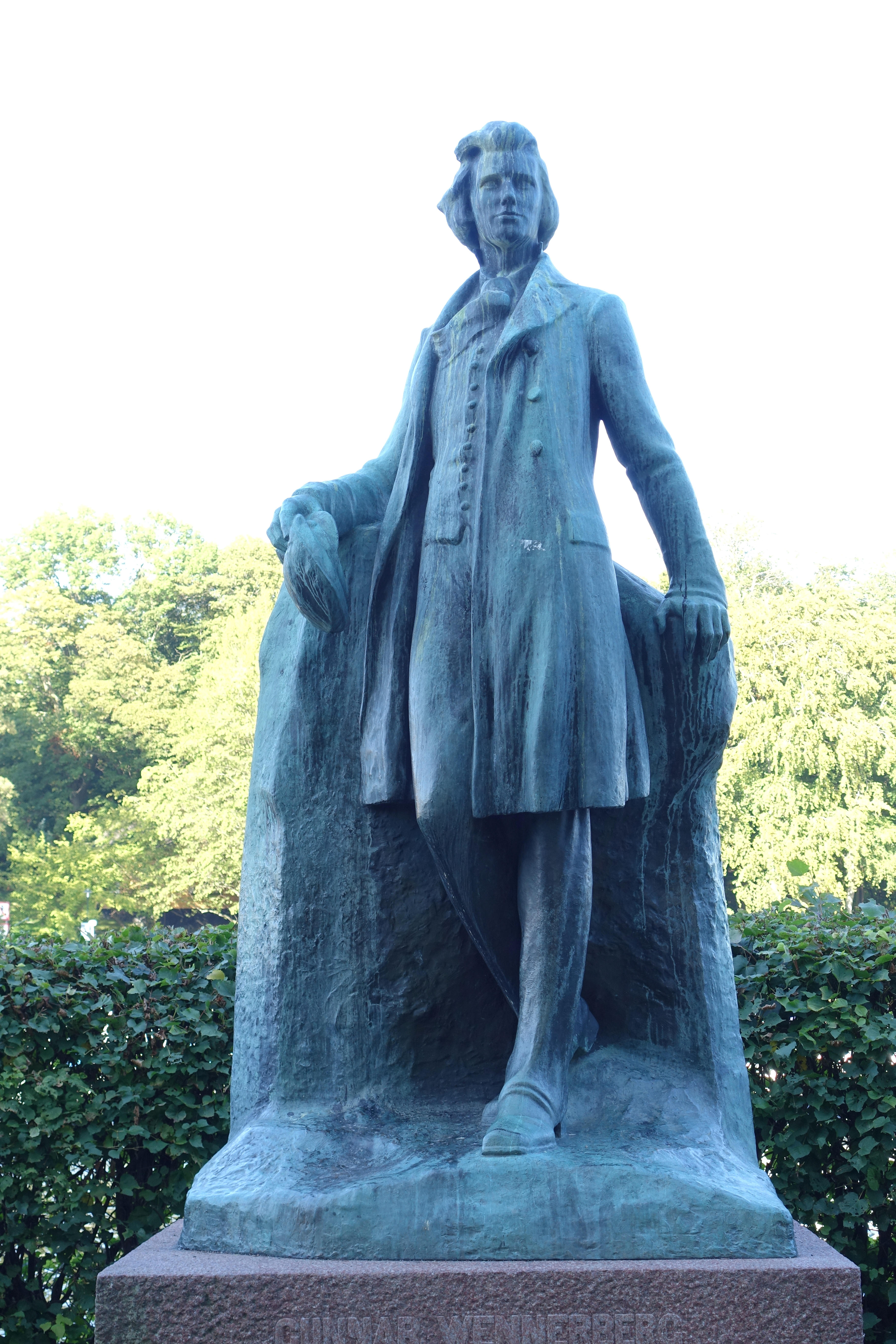
Carl Eldhs Gunnar Wennerberg-staty från 1916 på Djurgården i Stockholm. Originalet i Minneapolis utfördes 1915.
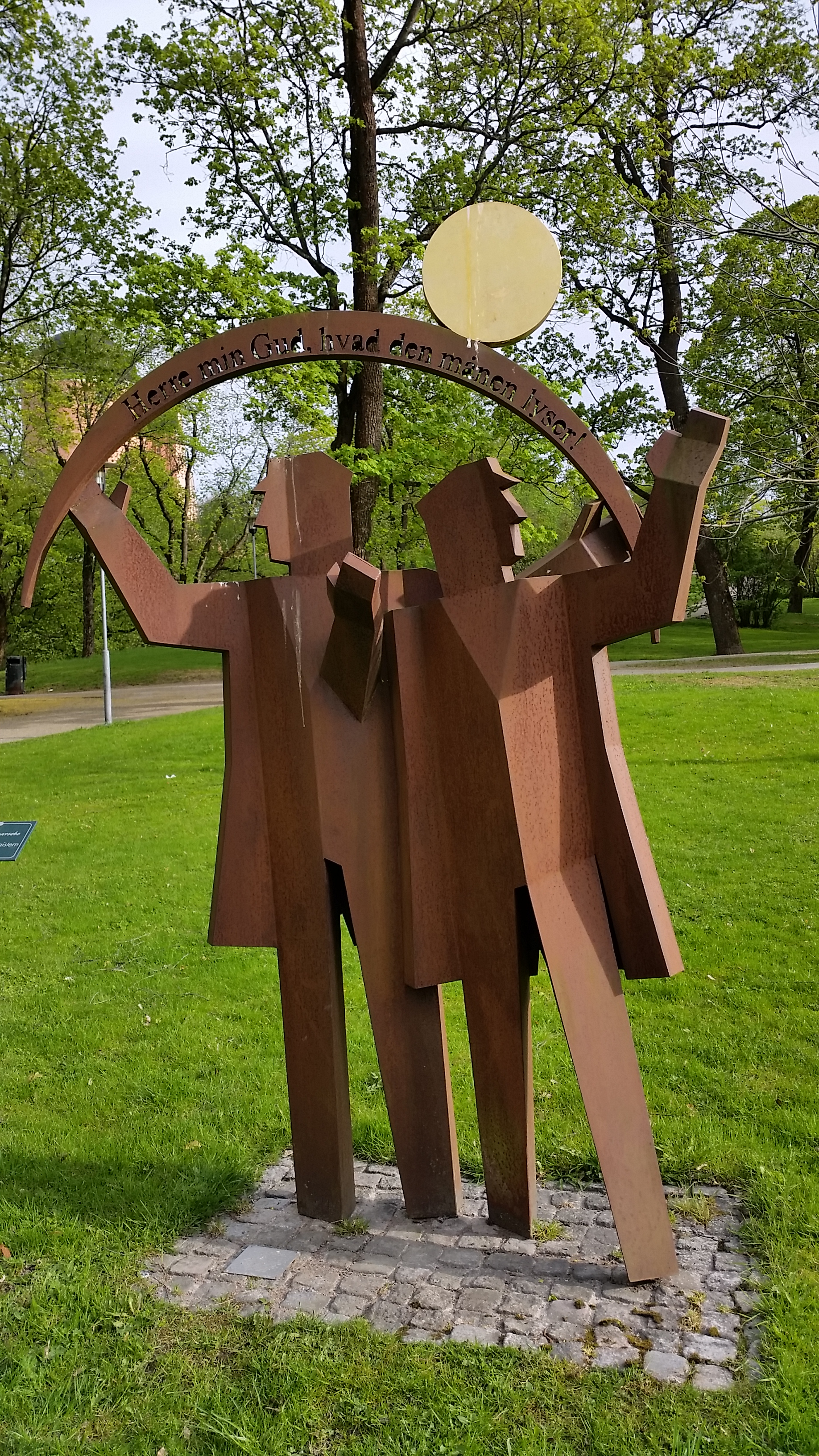
Thomas Qvarsebos Glunten och Magistern från 1998.